# Bridgeport (Texas)
Bridgeport es una ciudad ubicada en el condado de Wise en el estado estadounidense de Texas. En el Censo de 2010 tenía una población de 5.976 habitantes y una densidad poblacional de 291,26 personas por km².

## Geografía
Bridgeport se encuentra ubicada en las coordenadas 33°12′34″N 97°46′21″O / 33.20944, -97.77250. Según la Oficina del Censo de los Estados Unidos, Bridgeport tiene una superficie total de 20.52 km², de la cual 20.5 km² corresponden a tierra firme y (0.06%) 0.01 km² es agua.

## Demografía
Según el censo de 2010, había 5.976 personas residiendo en Bridgeport. La densidad de población era de 291,26 hab./km². De los 5.976 habitantes, Bridgeport estaba compuesto por el 73.83% blancos, el 4.62% eran afroamericanos, el 0.94% eran amerindios, el 0.89% eran asiáticos, el 0.02% eran isleños del Pacífico, el 16.87% eran de otras razas y el 2.84% pertenecían a dos o más razas. Del total de la población el 42.24% eran hispanos o latinos de cualquier raza.